# Anna Åkerhjelm
Anna Åkerhjelm (née à Nyköping en 1642 et morte à Stade le 11 février 1698) est une écrivaine et voyageuse suédoise. Elle est aussi considérée comme étant la première suédoise anoblie du fait de ses propres actions. Elle réalise plusieurs travaux d'archéologie.